# 鄧嘉傑
鄧嘉傑（英語：Simon Tang Ka Kit，1993年1月31日—），香港男演員、模特兒及 YouTuber，曾為無綫電視基本藝人合約藝員，現為自由身藝人。

## 背景
鄧嘉傑有兩名胞姊及一名兄長，大姐為花藝師兼Blake Mcblack花店的創辦人鄧雅烽，二姐則是2013年《香港珠寶小姐》亞軍鄧雅瑜。他2010年畢業於嶺南鍾榮光博士紀念中學，在校讀書成績一般，但運動方面表現較佳。他中一時（2005年至2006年度）曾參與葵青區學界男子排球比賽，並獲得男子丙組亞軍，還在同年度「學校體育推廣計劃」田徑外展（聯校）章別挑戰日的男丁跳遠項目中得到季軍銅獎；中五時曾在香港排球總會與康樂及文化事務署合辦的《2009年度第34屆全港青少盃排球比賽》裡，奪得男子高級組季軍。另外，他於該校創辦過一個甲蟲興趣小組。2011年7月，他曾參選無綫電視《香港先生選舉》，且晉身最後十強；2014年8月再參加《香港傳藝節超級模特兒大賽》，更獲得全場總冠軍。
2015年6月，鄧嘉傑又參與《韓國首屆超級品牌模特大賽》（Luxury Brand Model Award），惟只取得 Top 4 獎項，同年在電影《猛龍特囧》的《香港網絡男神選舉總決賽》中獲得「網絡男神」冠軍。2016年，他參演電影《導火新聞線》，飾演《囧報》記者「阿泰」一角，同年獲邀擔任內地電視台節目《非常完美》嘉賓，亦參與 ViuTV 節目《脫獨工程》及《籌旗》；2017年投考第29期無綫電視藝員訓練班而加入無綫電視，2018年4月簽約為旗下藝員。2020年，他憑劇集《十八年後的終極告白》中「林朗生（青年）」一角開始為人所認識，但於同年5月便選擇離開，轉做以海洋尋寶、運動教學作影片題材的 YouTuber，以及接手大姊在2017年12月創立的網上花店「Blacklyn Luxury Florist hk」。

## 演出作品

### 劇集
| 首播         | 劇名                           | 角色                            |
| ViuTV        |                                |                                 |
| 2017年       | 未來還未來                     | 紅酒老闆（第3集）               |
| 無綫電視     |                                |                                 |
| 2018至2020年 | 愛·回家之開心速遞              | 古惑仔（第231集）               |
| 2018至2020年 | 愛·回家之開心速遞              | 男演員（第315集）               |
| 2018至2020年 | 愛·回家之開心速遞              | 醉 漢（第351集）                |
| 2018至2020年 | 愛·回家之開心速遞              | 找錢祥保鏢（第417集）           |
| 2018至2020年 | 愛·回家之開心速遞              | 積 少（第576集）                |
| 2018至2020年 | 愛·回家之開心速遞              | 香港島大學新生（第648、649集）  |
| 2018至2020年 | 愛·回家之開心速遞              | 詹固純（第658集起）             |
| 2018至2020年 | 愛·回家之開心速遞              | 謝 晗（第831集）                |
| 2018年       | BB來了                         | 富二代丁（第3集）               |
| 2018年       | 兄弟                           | 應徵者（第9集）                 |
| 2018年       | 兄弟                           | 徐德寶同學（第28集）            |
| 2018年       | 救妻同學會                     | 馬麗儀助手（第2集）             |
| 2019年       | 福爾摩師奶                     | 喬百川伙計（第13集）            |
| 2019年       | 鐵探                           | 傑                              |
| 2019年       | 白色強人                       | 冰球球員（第1、18集）           |
| 2019年       | 好日子                         | 記 者（第13集）                 |
| 2019年       | 她她她的少女時代               | 提升課程學員（第3、4集）        |
| 2019年       | 金宵大廈                       | 電梯維修員（第2、6集）          |
| 2019年       | 街坊財爺                       | 慈善拍賣會主持（第15集）        |
| 2019年       | 解決師                         | 喬爺手下（第1集）               |
| 2019年       | 堅離地愛堅離地（海外首播）     | 青 年                           |
| 2019年       | 堅離地愛堅離地（海外首播）     | 教 練（第12、13集）             |
| 2019年       | 丫鬟大聯盟                     | 書 生（第2、10、12集）          |
| 2019年       | 丫鬟大聯盟                     | 舉 人（第15集）                 |
| 2020年       | 黃金有罪                       | 商業罪案調查科警察（第26集）    |
| 2020年       | 機場特警                       | 快閃黨（第13集）                |
| 2020年       | 十八年後的終極告白             | 林朗生（青年）                  |
| 2020年       | 降魔的2.0                      | 畫中野人（第5集）               |
| 2020年       | 迷網                           | 司徒湛（青年）（第1、10集）     |
| 2020年       | 反黑路人甲                     | Ivan（第27集）                  |
| 2020年       | C9特工                         | 搬運工人（第4、7、8、12、15集） |
| 2020年       | 使徒行者3                      | 鄧嘉傑                          |
| 2020年       | 踩過界II                       | 重案組探員                      |
| 2020年       | 大步走（myTV Gold 首播）       | 哈武士                          |
| 2020年       | 香港愛情故事                   | 紀家希友人（第1集）             |
| 2020年       | 愛美麗狂想曲（myTV Gold 首播） | Sean                            |
| 2021年       | 陀槍師姐2021                   | 温太下屬（第4集）               |
| 2021年       | 伙記辦大事                     | Eric                            |
| 2021年       | 逆天奇案                       | 軍裝警員                        |
| 2021年       | 一笑渡凡間                     | 年青于康睿（第16、17集）          |
| 邵氏兄弟     |                                |                                 |
| 2019年       | 飛虎之雷霆極戰                 | 特別任務連成員                  |

### 綜藝節目
| 首播     | 節目名             | 備註                       |
| ViuTV    |                    |                            |
| 2016年   | 脫獨工程           | 演出（鐸、毒、Robot）      |
| 2016年   | 籌旗               | 演出（阿毒）               |
| 貴州電視 |                    |                            |
| 2016年   | 非常完美           | 香港嘉賓                   |
| 無綫電視 |                    |                            |
| 2017年   | 我愛EYT            | 第4集嘉賓                  |
| 2018年   | 新春辦年貨         | 演出開首音樂錄像           |
| 2018年   | 吉祥金犬耀保良     | 演出（打氣團）             |
| 2018年   | 美女廚房           | 演出（型男助手）           |
| 2018年   | 安樂蝸             | 第393集嘉賓                |
| 2018年   | 萬千星輝賀台慶2018 | 演出嘉賓                   |
| 2019年   | Park YOHO 週末速遞 | 演出第4集（飾演 地產經紀） |

### 主持節目
| 首播           | 節目名      | 備註                                                               |
| 無綫電視       |             |                                                                    |
| 2018年         | 真係咁都得2 | 與區永權、劉穎鏇及利穎怡一同主持                                   |
| 2018年至2020年 | 安樂蝸      | 第403集加入 與狄以達、林穎彤、鍾晴、何依婷、吳沚默及馬俊傑一同主持 |
| ViuTV          |             |                                                                    |
| 2022年         | 海女日記    | 嘉賓，與葉巧琳一同主持（第6集）                                    |

### 電影
| 首映   | 電影名      | 角色     |
| 2016年 | 賭城風雲III | 國際刑警 |
| 2016年 | 導火新聞線  | 阿 泰    |

### 廣告
| 年份   | 產品                                                                                  | 性質     |
| 2015年 | Z Zegna                                                                               |          |
| 2015年 | TONYMOLY                                                                              | 平面廣告 |
| 2015年 | 紅牛維他命飲料有限公司「紅牛早能量 暢享無限量」                                       |          |
| 2015年 | 御苑皇宴                                                                              |          |
| 2015年 | 大家樂「一哥奶茶」                                                                    |          |
| 2016年 | 百老匯                                                                                |          |
| 2016年 | Dreshlife HK                                                                          |          |
| 2016年 | 新濠天地                                                                              | 平面廣告 |
| 2016年 | 長隆旅遊度假區「情約海洋之旅 - 分享歡樂·分享愛」                                      |          |
| 2016年 | Strongbow「無嘢喎鬆啲啦劇場 - 老尷篇」                                                |          |
| 2016年 | Dream Beauty Pro「$333激光永久脫毛」                                                  |          |
| 2016年 | Archon「Touch Fitness Wristband 健康手環」                                            |          |
| 2016年 | 新加坡 M1 電訊                                                                        |          |
| 2016年 | 富通保險                                                                              | 平面廣告 |
| 2016年 | 中國移動香港                                                                          | 平面廣告 |
| 2016年 | Magical World                                                                         | 平面廣告 |
| 2016年 | 港鐵                                                                                  | 平面廣告 |
| 2016年 | 中國維他檸檬茶                                                                        |          |
| 2016年 | 豐澤                                                                                  |          |
| 2016年 | 豐澤                                                                                  | 平面廣告 |
| 2016年 | 小林製藥「諾特露喉痛露噴劑」                                                          |          |
| 2016年 | 7-Eleven                                                                              |          |
| 2016年 | 香港迪士尼樂園                                                                        | 平面廣告 |
| 2017年 | 澳門旅發局                                                                            |          |
| 2017年 | 香港國際機場                                                                          |          |
| 2017年 | Musee Platinum「飛甩 D 毛 新聞報導」                                                  |          |
| 2017年 | 彩福婚宴「戀 此生不渝 彩福婚宴」                                                      |          |
| 2017年 | 豐田汽車                                                                              | 平面廣告 |
| 2017年 | Somersby                                                                              | 平面廣告 |
| 2017年 | 惠普                                                                                  | 網絡廣告 |
| 2018年 | 金沙城                                                                                |          |
| 2019年 | 海洋公園「哈囉喂全園祭 - 【驚嚇慎入】哈囉喂厲鬼連篇：親切的明禎（ft. 林明禎、羅蘭）」 | 網絡廣告 |
| 2020年 | Pizza Hut「WOW 買一送一」                                                             | 電視廣告 |
| 2020年 | Tempur（香港）「TEMPUR Firm 系列 - 又要夠硬護脊又要舒服？唯有真正舒服嘅護脊硬床」     | 網絡廣告 |

## 執導作品
| 年份   | 作品                      | 崗位             |
| 2017年 | 黃建東 - 唱 PPAP 學廣東話 | 導演、攝影、後期 |
| 2017年 | 金沙城（廣告）            | 導演、演員       |
| 2017年 | Blake McBlack             | 導演             |

## 曾獲獎項與提名
| 年份   | 獎項                                                         | 結果 |
| 2015年 | 電影《猛龍特囧》 - 香港網絡男神選舉 （（页面存档备份，存于） | 獲獎 |
| 2018年 | 2018香港電視大獎「節目主持人獎」 （页面存档备份，存于）      | 提名 |

## 外部連結
- 鄧嘉傑的Facebook專頁
- 鄧嘉傑的Facebook個人檔案
- 鄧嘉傑的Instagram帳戶
- 鄧嘉傑在香港影庫上的簡介
- 8. 鄧嘉傑 - 2011香港先生選舉 - tvb.com